# Emma Abbott
Emma Abbott [i'mma æb't] (ur. 9 grudnia 1850 w Chicago, zm. 5 stycznia 1891 w Salt Lake City) – amerykańska sopranistka i impresario operowy.

## Dzieciństwo i młodość
Urodziła się w Chicago (Illinois) jako córka wędrownego muzyka i nauczyciela muzyki Setha Abbotta oraz Almiry Palmer. Ojciec Abbott zachęcał ją i jej brata George'a do rozwijania zdolności muzycznych, które zademonstrowali w młodym wieku. Emma, która jako dziecko często śpiewała, wybrała gitarę jako swój instrument, natomiast jej brat uczył się gry na skrzypcach. W 1854 r. rodzina przeniosła się z Chicago do Peorii (Illinois), lecz ich fortuny niebawem wyraźnie podupadły. Aby uzupełnić dochód rodziny, Seth Abbott i dwoje dzieci muzycznych zaczęli koncertować w Peorii i innych miejscach, począwszy od 1859 r. Zdaniem współczesnego leksykografa biograficznego F. O. Jonesa, trio wykonało w tym okresie setki koncertów.

## Edukacja muzyczna
Abbott zaczęła uczyć się gry na gitarze w wieku 13 lat. Kiedy miała 16 lat dołączyła do chicagowskiego Lombard Concert Company i wyruszyła z nimi w trasę, występując w stanach: Iowa, Illinois, Michigan i Wisconsin. Kiedy trupa rozwiązała się w Grand Haven (Michigan), Abbott niezrażona niepowodzeniem, udała się do Nowego Jorku, dając koncerty salonowe w hotelach w zamian za zakwaterowanie i wyżywienie. W Nowym Jorku nadal występowała w salonach hotelowych, ale nie odnosiła szczególnych sukcesów. Następnie próbowała różnych tras koncertowych, ponownie na Środkowym Zachodzie. W 1867 r. sopranistka Clara Louise Kellogg usłyszała Abbott śpiewającą w Toledo (Ohio) i była pod takim wrażeniem jej umiejętności, że dostarczyła jej listy polecające, osobiście wstawiła się w jej imieniu u nauczyciela głosu Achille Errani i dała jej odpowiednią garderobę, gdy Abbott dotarł do Nowego Jorku.

## Rozwój kariery
Abbott rozpoczęła prawdziwą naukę u Erraniego w 1870 r. i uzyskała zatrudnienie śpiewając w chórach kościoła Henry'ego Warda Beechera na Brooklynie i Kościoła Boskiego Ojcostwa Edwina H. Chapina na Manhattanie. Nowojorski debiut Abbott miał miejsce na koncercie benefisowym 12 grudnia 1871 r., podczas tego wydarzenia została przedstawiona jako protegowana Kellogga. Członkowie zboru Chapina przekazali około 10 000 $ na fundusz, który umożliwił Abbott studiowanie w Europie. Wyjechała najpierw do Mediolanu, gdzie studiowała pod kierunkiem Antonio Sangiovanniego, a później do Paryża, gdzie była uczennicą Mathilde Marchesi. W Paryżu Abbott zaprzyjaźniła się z baronową Rothschild, która umożliwiła jej dalsze studia wokalne, z Pierre Francois Wartelem i Enrico Delle Sedie. W 1878 r. debiutowała w teatrze Covent Garden w Londynie. Od 1877 r. występowała w Nowym Jorku, gdzie od roku kolejnego prowadziła z dużym powodzeniem własny zespół operowy. Koncertowała także w innych miastach Stanów Zjednoczonych i Europy.